# Кугитангский заповедник
Кугитангский запове́дник (туркм. Köýtendag goraghanasy) — заповедник в Лебапском велаяте Туркменистана.
Заповедник был создан в 1989 году на площади 271,4 км² для охраны уникальных горных ландшафтов хребта Кугитангтау. В общей сложности здесь насчитывается около 150 видов растений, многие из них эндемики. В заповеднике обитают 21 вид млекопитающих (винторогий козёл, туркменская рысь, белокоготный медведь, барс, бородач), 143 вида птиц, 21 — пресмыкающихся, 2 — земноводных. Сохраняются археологические и палеонтологические памятники — следы динозавров, Карлюкские пещеры и пещеры Кап-Кутан.

## Административное деление
Заповеднику принадлежит три заказника: Карлюкский, Ходжапильский и Ходжабурджыбелентский, общей площадью около 90 тысяч га.
- Карлюкский комплексный заказник площадью 40 тысяч га.
- Ходжапильский ландшафтно-палеонтологический заказник площадью 31,6 тысячи га.
- Ходжабурджыбелентский ландшафтный заказник площадью 17,6 тысячи га.